# Векерле, Хильмар
Хильмар Векерле (нем. Hilmar Wäckerle; 24 ноября 1899, Форххайм — 2 июля 1941, восточнее Львова) — штандартенфюрер СС, первый комендант концентрационного лагеря Дахау.

## Военная служба
Сын мюнхенского нотариуса, в возрасте 14 лет Векерле поступил в Баварский кадетский корпус. С августа 1917 года и до конца Первой мировой войны служил во 2-м баварском пехотном полку «Кронпринц». В 1918 году получил звание фенриха и был ранен на фронте.

## Политическая деятельность
В 1921—1924 годах изучал сельское хозяйство в мюнхенской Технической высшей школе. Как и его однокурсник Генрих Гиммлер, он вступил в антикоммунистический фрайкор «Оберланд» и был одним из первых членов нацистской партии. Векерле участвовал в «Пивном путче», а в январе 1924 года — в убийстве премьер-министра управляемой Францией Саарской области Франца Йозефа Хайнца. После получения диплома Векерле отошел от партийной деятельности и стал управляющим скотоводческой фермой. Однако в 1925 году он вновь вступил в нацистскую партию после ее реорганизации и регулярно посещал партийные митинги, а также помогал в разработке сельскохозяйственной политики нацистов. Он также записался в добровольческий полк СС, базировавшийся в Кемптене.

## Дахау
В 1933 году Векерле был выбран своим старым знакомым Гиммлером на должность коменданта недавно созданного концентрационного лагеря Дахау. По приказу Гиммлера он установил «особые» правила обращения с заключенными, в основу которых был положен террор. После расследования прокуратурой Мюнхена убийства четырех еврейских заключенных он был отстранен от должности в июне 1933 года и заменен Теодором Эйке.

## Дальнейшая карьера в СС
После увольнения с поста коменданта Дахау Векерле был переведен в 1-й штандарт СС и возглавил штаб X абшнита СС в Штутгарте. 1 марта 1934 года по представлению своего начальника бригадефюрера Иоганна-Эразмуса фон Мальзен-Поникау был произведен Гиммлером в штурмбаннфюреры. В мае Векерле направили в Элльванген, чтобы повысить «политическую готовность» СС.
Весной 1936 года он возглавил первый штурмбанн штандарта СС «Германия» в гамбургском районе Феддель. В сентябре был произведен в оберштурмбаннфюреры СС.
В мае 1940 года он участвовал во вторжении в Нидерланды, командуя штандартом (позднее полком) «Вестланд» войск СС, и был ранен при прорыве линии Греббе. 21 августа ему был присвоен чин штандартенфюрера. Вскоре Векерле был переведен в 5-ю танковую дивизию СС «Викинг». После начала войны с СССР был убит в бою под Львовом 2 июля 1941 года.
После смерти Векерле его вдова Эльфрида, вместо того чтобы оплакивать погибшего мужа, переехала к другому мужчине. Возмущенный этим Гиммлер приказал отправить того в концлагерь.

## Чины
- штурмфюрер СС: 25 августа 1932 года
- гауптштурмфюрер СС: 30 января 1933 года
- штурмбаннфюрер СС: 1 марта 1934 года
- оберштурмбаннфюрер СС: 13 сентября 1936 года
- штандартенфюрер СС: 21 августа 1940 года